# NGC 6671
NGC 6671 је спирална галаксија у сазвежђу Лира која се налази на NGC листи објеката дубоког неба.
Деклинација објекта је + 26° 25' 3" а ректасцензија 18h 37m 26,2s. Привидна величина (магнитуда) објекта NGC 6671 износи 12,8 а фотографска магнитуда 13,7. NGC 6671 је још познат и под ознакама UGC 11299, MCG 4-44-6, CGCG 143-6, IRAS 18354+2622, PGC 62148.